# 董华
董华（1961年1月—），云南昭通人。男，汉族。1982年8月参加工作。1992年6月加入中国共产党。毕业于法国巴黎高等商学院高级工商管理专业。
历任云天化厂车间副主任、主任，分厂副厂长、处长、厂长，云天化集团有限责任公司董事、副总经理、总工程师，云天化股份有限公司党委副书记、总经理、董事长，云天化集团有限责任公司总经理、董事长、党委书记。
2013年4月至2015年10月，任云南省人民政府国有资产监督管理委员会主任、党委副书记。2015年10月，任云南省人民政府副省长、省国有资产监督管理委员会主任、党委副书记。2021年1月，当选云南省政协副主席。2023年1月14日，卸任云南省政协副主席职务。
2008年当选第十一届全国人民代表大会云南地区代表。2013年，当选第十二届全国人民代表大会云南地区代表。